# Танабата

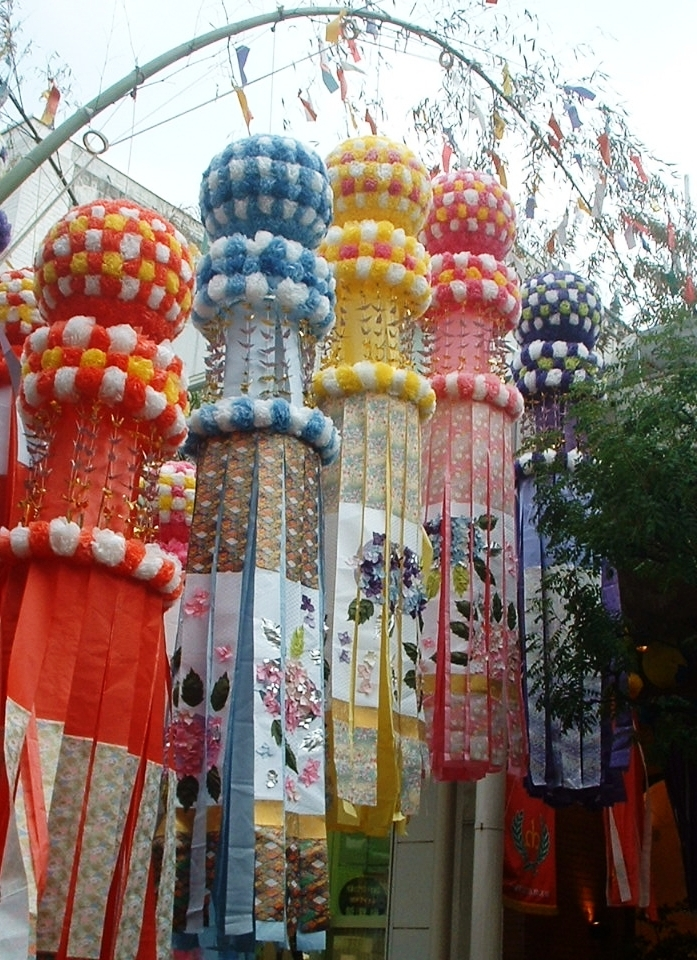
Украшения для фестиваля Танабата в городе Сендай

Танабата (яп. 七夕 танабата, Ткачиха, Вега) — традиционный японский праздник, также часто называемый «фестиваль звёзд» или «звёздный фестиваль» (хоси мацури). Не является государственным праздником. Обычно отмечается ежегодно 7 июля. В Сендае этот праздник отмечают в августе.

## История
Начиная с периода Хэйан в Японии укрепилась заимствованная из Китая традиция отмечать праздник искусств, который поначалу отмечался только при императорском дворе Киото. Обычай широко распространился в начале периода Эдо, смешался с различными традициями фестиваля Обон и дошёл до наших дней в виде современного праздника.
Согласно легенде прекрасная Орихимэ (яп. 織姫, прядущая принцесса, ткачиха) и Хикобоси (яп. 彦星, пасущий коров, волопас) встретились и полюбили друг друга. Недовольный тем, что работа была оставлена, отец Орихимэ разлучил влюблённых, разделив их по обе стороны реки (Млечный Путь), и запретил им встречаться чаще одного раза в году. Каждый год в седьмую ночь седьмого месяца им разрешено встретиться. Ткачихой, или Танабатацумэ, называют яркую звезду Вегу в созвездии Лиры, а Волопасом, или Кэнгю (яп. 牽牛 кэнгю:, китайский вариант), называют звезду Альтаир в созвездии Орла.

## Обычаи

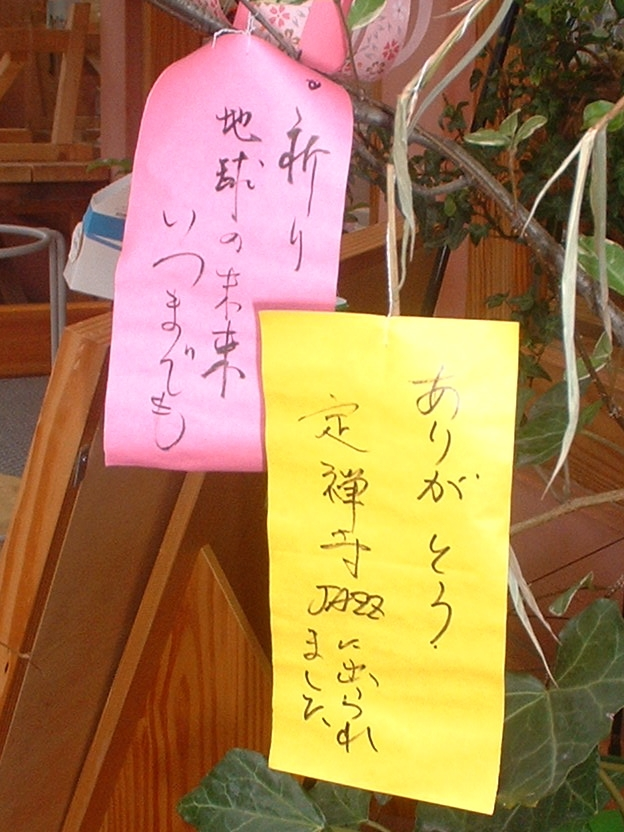
Тандзаку

Праздник Танабата очень популярен в Японии. Отмечают его в каждой провинции по-разному, но общей традицией являются фейерверки, парады и праздничное оформление улиц.
До наших дней сохранился обычай развешивать на бамбуковых ветках тандзаку (яп. 短冊) — небольшие кусочки тонкой цветной бумаги с написанными на них желаниями, иногда в стихотворной форме.
Один из самых крупных фестивалей Танабата проходит в городе Сендай с 5 по 8 августа. В некоторых городах выбирают «мисс Танабата». 

## Календарь
Седьмой день седьмого лунного месяца по лунному календарю:
- 16 августа 2010 года
- 6 августа 2011 года
- 24 августа 2012 года
- 13 августа 2013 года
- 2 августа 2014 года
- 20 августа 2015 года
- 9 августа 2016 года
- 28 августа 2017 года
- 17 августа 2018 года
- 7 августа 2019 года
- 25 августа 2020 года
- 14 августа 2021 года
- 4 августа 2022 года
- 22 августа 2023 года